# Пономарёв, Антон Сергеевич
Антон Сергеевич Пономарёв (род. 23 октября 1984, Пермь) — российский хоккеист, защитник.

## Биография
Родился 23 октября 1984 года в городе Перми. Является воспитанником пермской хоккейной школы. Первый свой матч сыграл за клуб «Молот-Прикамье» где в итоге провёл 7 сезонов, вместе с командой играл и в Суперлиге и в Высшей. Впоследствии перешёл в хоккейный клуб «Нефтяник» (Лениногорск) в котором выходил в 13 играх. Играл за ХК «Энергия» (Кемерово) — 26 матчей, ХК «Динамо-Энергия» (Екатеринбург), «Капитан» (Ступино) и в ХК «Дизель» (Пенза). Играл в Белоруссии за ХК «Металлург» (Жлобин). С 2010 по 2012 год защитник клуба «Зауралье» (Курган). Неполный сезон 2012/2013 повёл в казахском клубе «Алматы», перейдя в середине сезона в другой казахский клуб — «Астана».
До 20 октября 2014 года играл в команде Алтай.
Завершив игровую карьеру, в 2017 году стал тренером команды «Айсберг 2008» (город Когалым, Ханты-Мансийский автономный округ — Югра).